# Immoweb
Immoweb is een Belgische website waarop vastgoed te koop aangeboden wordt, zowel door particulieren als door makelaars. De site is deel van de Axel Springer-groep. Het ging in december 1996 van start. De website bevatte in mei 2020 meer dan 150.000 panden in België. Eind november 2014 ontving Immoweb gemiddeld 250.000 bezoekers per dag., in april 2020 was dit teruggelopen naar ongeveer 180.000 per dag.
Immoweb domineert de Belgische markt voor vastgoedadvertenties op het internet.